# Sifiso Matse
Sifiso Matse (ur. 14 maja 1993) – suazyjski piłkarz grający na pozycji ofensywnego pomocnika. Od 2018 jest zawodnikiem klubu Royal Leopards FC.

## Kariera klubowa
Do 2017 roku Matse grał w klubie Manzini Wanderers FC. Na początku 2018 roku przeszedł z niego do Royal Leopards FC. Z nim wywalczył dwa mistrzostwa Eswatini w sezonach 2020/2021 i 2021/2022 oraz wicemistrzostwo w sezonie 2018/2019.

## Kariera reprezentacyjna
W reprezentacji Eswatini Matse zadebiutował 2 lipca 2017 w przegranym 1:2 meczu COSAFA Cup 2017 z Zimbabwe.